# 神保町シアタービル
座標: 北緯35度41分42秒 東経139度45分39秒 / 北緯35.69500度 東経139.76083度
神保町シアタービル（じんぼちょうシアタービル）は、東京都千代田区神田神保町に建っている、劇場・映画館のコンプレックス。
設計は山梨知彦＋羽鳥達也／日建設計。
2007年7月7日にオープンし、小学館運営の映画館「神保町シアター」と、吉本興業運営のお笑い劇場「神保町花月」で構成されていた。
このうち、「神保町花月」は2019年12月に閉館し、2020年1月29日によしもと漫才劇場の東京拠点「神保町よしもと漫才劇場」へリニューアルされた。
上層階は吉本の若手芸人らが使用する稽古場となっている。